# AS Pescina Valle del Giovenco
AS Pescina Valle del Giovenco is een Italiaanse voetbalclub uit Pescina. De club speelt zijn thuismatchen in Avezzano. De club is opgericht in 2005. De clubkleuren zijn wit en blauw. De voorzitter is Giovanni Lombardi Stronati, die ook eigenaar is van de Serie A-club AC Siena.

## Bekende (oud-)spelers
- Alessandro Birindelli
- César